# Cerotainia leonina
Cerotainia leonina är en tvåvingeart som beskrevs av Hermann 1912. Cerotainia leonina ingår i släktet Cerotainia och familjen rovflugor. Inga underarter finns listade i Catalogue of Life.